# 1062
Năm 1062 trong lịch Julius.

## Mất
- 20 tháng 5: Bao Công (sinh 999)